# ケツノパラダイス
『ケツノパラダイス』は、ケツメイシ5作目のベスト・アルバム。2021年3月31日にavex traxから発売。

## 概要
アルバムとしては前作『ケツノポリス11』から3年ぶりの発売、ベスト・アルバムとしては『ケツの嵐』以来10年ぶり。デビュー20周年を記念したベスト・アルバムで、ケツメイシのツアースタッフ・関係者が厳選した曲で収録曲を構成。
DVDが付属の初回限定盤、Blu-rayが付属の初回限定盤、通常盤の3形態で発売。
ジャケットは、お馴染みの沖縄の首里城内で撮影されたが、今回はコロナ禍ということもあり、メンバーの原寸大パネルを沖縄に持ち込み撮影。
ミュージック・ビデオ集「ケツノストロング（レモン）」と同時発売。

## 収録曲
【DISC.1】
1. はじまりの合図
  - 6thシングル。
2. いい感じ
  - 10thアルバム『KETSUNOPOLIS 10』収録曲。
3. 君にBUMP
  - 10thシングル。
4. 夏の思い出
  - 7thシングル。
5. トレイン
  - 14thシングル。
6. さらば涙
  - 28thシングルの1曲目。
7. よる☆かぜ
  - 2ndシングル。
8. 脳内開放 - know ya mind free
  - 8thアルバム『KETSUNOPOLIS 8』収録曲。
9. RHYTHM OF THE SUN
  - 27thシングル。
10. LOVE LOVE Summer
  - 23rdシングル。
11. また君に会える
  - 5thアルバム『ケツノポリス5』収録曲。
12. カリフォルニー
  - 26thシングル。
13. はじまりの予感
  - 31stシングル。
14. 友よ 〜 この先もずっと…
  - 29thシングル。
15. 僕らの暮らしっく
  - 11thアルバム『ケツノポリス11』収録曲。

【DISC.2】
1. 君とつくる未来
  - 21stシングルの2曲目。
2. 出会いのかけら
  - 17thシングル。
3. さくら
  - 11thシングル。
4. トモダチ
  - 4thシングル。
5. 仲間
  - 18thシングル。
6. 涙
  - 9thシングル。
7. ライフイズビューティフル
  - 5thアルバム『ケツノポリス5』収録曲。
8. 幸せをありがとう
  - 3rdアルバム『ケツノポリス3』収録曲。
9. 子供たちの未来へ
  - 6thアルバム『ケツノポリス6』収録曲。
10. 手紙 〜未来
  - 2ndアルバム『ケツノポリス2』収録曲。
11. 花鳥風月
  - 5thシングル。
12. バラード
  - 7thアルバム『ケツノポリス7』収録曲。
13. カンパイの唄
  - 11thアルバム『ケツノポリス11』収録曲。

【DISC.3】（初回限定盤Blu-ray&DVD）
1. さくら　ミュージック・ビデオ　2021年 ver.
2. ライフイズビューティフル　ミュージック・ビデオ
3. ケツメイシ クイズ大会
4. ケツメイシ スタッフインタビュー
5. ケツメイシ ファンインタビュー (at KTM TOUR 荒野をさすらう4人のガンマン)